# Attelabus sulcifrons
Attelabus sulcifrons is een keversoort uit de familie bladrolkevers (Attelabidae). De wetenschappelijke naam van de soort werd in 1895 gepubliceerd door Argod-Vallon.